# Wilhelmina Skogh

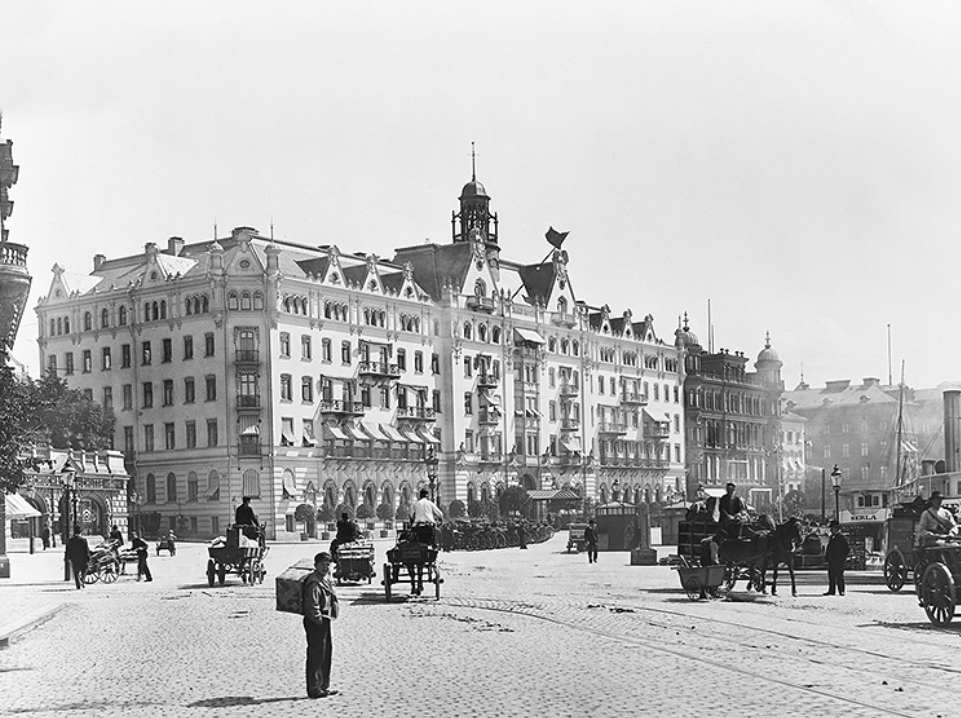
Grand Hôtel, Stockholm, foto från 1901.

Lorentina Wilhelmina Skogh, född Wahlgren den 14 december 1849 eller 1850 i Rute socken på Gotland, död den 18 juni 1926 i Stockholm, var en svensk entreprenör i hotell- och restaurangbranschen.
Wilhelmina Skogh blev en föregångare i hotell, restaurang- och turistbranschen i Sverige i samband med att det svenska järnvägsnätet byggdes ut i slutet av 1800-talet. Hon hade i början av 1900-talet ett avgörande inflytande på Grand Hôtels utveckling genom att initiera en rad viktiga renoveringar i hotellet vid sitt tillträde som VD 1901 och senare tog initiativet till uppförandet av annexet Grand Hôtel Royal med Vinterträdgården (1905–1909), som vid den tiden inrymde den mest storslagna festlokal som något hotell i Europa kunde erbjuda.

## Biografi

### Uppväxt och tidigt yrkesliv
Wilhelmina Skogh växte upp på Fårö i närheten av Fårösund. Hennes far Jacob Wahlgren, som var skollärare, gifte sig med Stina Lena Brogren, ett av fyra barn till en och strandfogde som ägde Broa Gård på Fårö. Wilhelminas far drunknade när hon var sex år gammal, och därefter flyttade hon till sin mormor som bodde i närheten av Broa Gård där hon tillbringade större delen av sin uppväxt. 
Wilhelmina Skogh reste ensam med ångbåt till Stockholm vid 12 års ålder efter avslutad skolgång och konfirmation. Efter en kortare tid som biträde i en leksaksaffär sökte hon plats på restaurangen vid Strömparterren nedanför Norrbro och fick börja med att torka glas i disken från tidig morgon till sent på kvällen. Hon avancerade dock snabbt och innehavaren August Davidson såg en stor talang i henne. När Wilhelmina Skogh blev äldre började hon studera på kvällarna vid sidan av arbetet och läste bland annat språk och bokföring med en klar målsättning att en dag få ett eget ansvar för en rörelse.
Wilhelmina Skogh flyttade så småningom upp till Gävle där hon arbetade på Hotell Fenix vid Skeppsbron. Vid 26 års ålder fick hon en anställning vid Statens Järnvägar med uppdraget att inrätta och driva en restaurang i järnvägsstationen i Storvik utanför Sandviken. Anställningen i Storvik skulle hon, enligt henne själv, ha fått genom en rekommendation av häradshövding Troilius i Gävle, en släkting till generaldirektör Troilius, dåvarande chefen för statens järnvägar. Förutom en fast lön hade hon provision på försäljningen och verksamheten utvecklades så bra att hon redan året därpå 1876 fick en möjlighet att ta upp ett banklån för att i egen regi bygga ett hotell i anslutning till stationshuset som stod klart 1878. I samband med hotellbygget grundade hon företaget AB Wilhelmina Wahlgren.

### Tiden som hotellägare
År 1884 förvärvade hon järnvägshotellet i Bollnäs av gästgivare Pehr Larsson, därefter järnvägshotellet i Lingbo och senare på en förfrågan av trafikchefen för Gävle-Dala järnväg Hjalmar Nettelbladt, tog hon över ansvaret för turisthotellet i Rättvik. Hon var också under en tid chef för stadshotellet i Gävle. Hon gifte sig 1888 med vinhandlaren Per Samuel Skogh (1849–1904).
Inför den stora Stockholmsutställningen 1897 ombads hon av utställningskommittén att ta ansvaret för de sex stora bostadshus på Strandvägen i Stockholm som skulle hyras in för att fungera som hotell under utställningen. Wilhelmina hanterade själv hela projektet. Kontrakt tecknades med fastighetsägarna för 90 dagars disposition och flera hundra rum försågs med nya möbler, linne etc. I respektive hus inrättades ett ringsignalsystem från varje lägenhet till ett gemensamt portierrum. Hon drog också in elektricitet till viss del för att få elektriskt ljus i vestibuler och trappuppgångar.
Wilhelmina Skogh nådde sin höjdpunkt i sin yrkeskarriär när hon den 1 april 1902 utsågs till verkställande direktör (VD), för Grand Hôtel i Stockholm. Hennes allra största projekt i sitt yrkesverksamma liv blev uppförandet av "annexet" Grand Hôtel Royal med Vinterträdgården som byggdes under åren 1905–1909 på tomten bakom det ursprungliga hotellet som upptogs av ett stort stall för hovets hästar. Royal byggdes till viss del med medel ur prinsessan Sophia Albertinas stiftelse som också stod som byggherre under uppförandet och efter färdigställandet som delägare. Senare friköptes hela Royal från kungahuset av Grand Hôtel. 

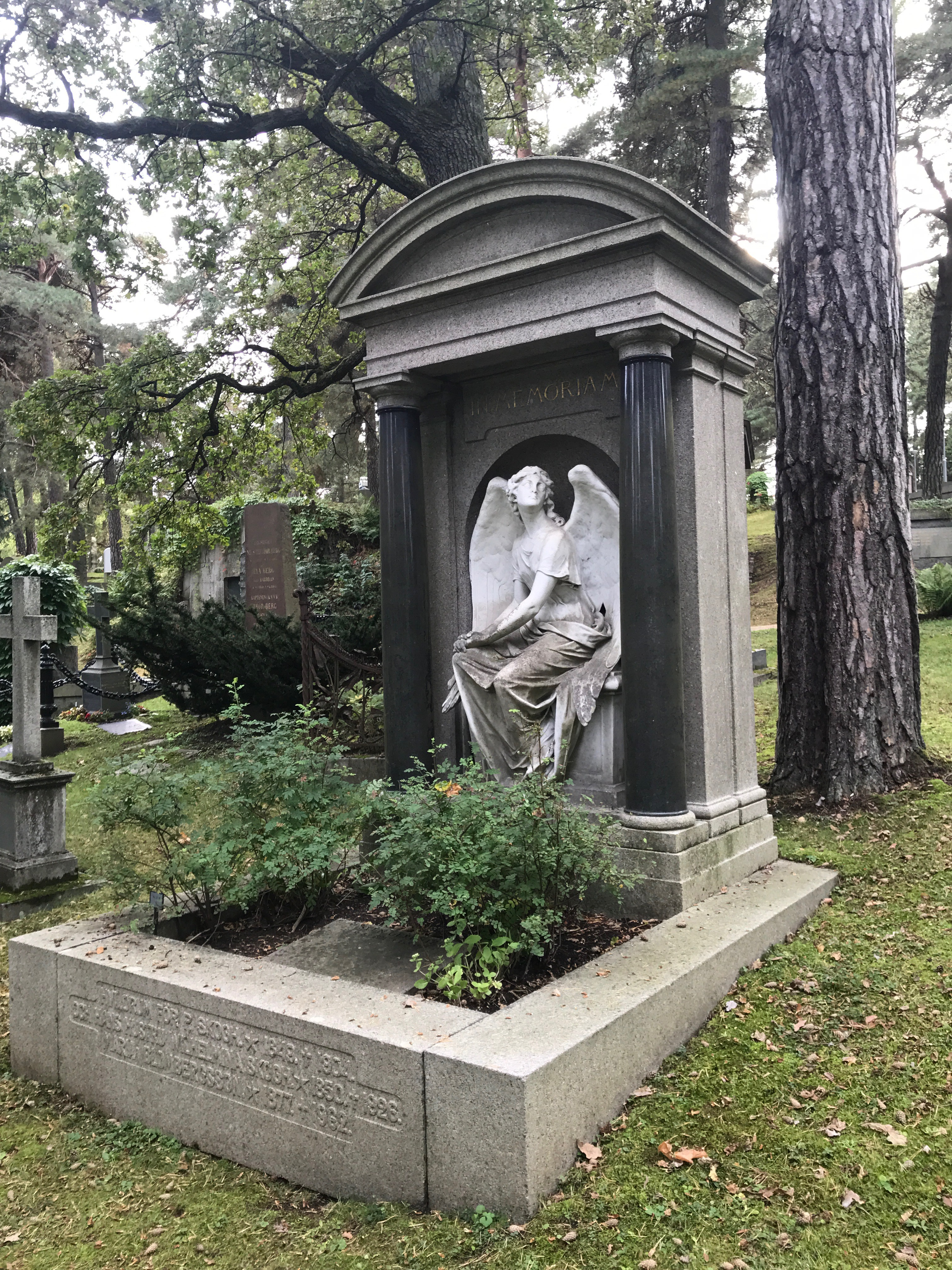
gravvård Norra begravningsplatsen

Hon avgick, enligt uppgift inte helt frivilligt, som VD för Grand Hôtel den 15 december 1910. I sin memoarbok nämner hon grosshandlaren Liljewalchs avgång från styrelsen på grund av sjukdom under 1908, "till stor skada för Grand Hôtel", som en bakomliggande huvudanledning till hennes avgång.

### Sista tiden
Omkring 1906–1907 köpte Wilhelmina Skogh hela fastighetskvarteret Södermanland i Lidingö, som gränsade mot Carl och Olga Milles fastighet på Herserudsklippan. Mellan åren 1908 och 1910 uppförde Skogh där sin mycket originella Villa Foresta efter förebilder från de medeltida riddarborgar hon hade sett på sina många resor till Italien via Rhendalen i Tyskland. Hon använde Villa Foresta som privatbostad fram till 1922, på senare tid även kombinerat med en reguljär restaurangrörelse. Ett aktiebolag bildades som 1922 tog över fastigheten inklusive alla inventarier.
Wilhelmina Skogh bodde därefter till sin död i en våning på två rum och kök i det Bolinderska palatset under relativt små omständigheter. Hon hade dock råd att resa en del och ägnade sig också åt olika typer av mekaniska experiment. Bland annat konstruerade hon en elektrisk mangel och en glättningsapparat (glätta - släta ut exempelvis linne), båda avsedda för hemmabruk.
Wilhelmina Skogh avled på fredagsförmiddagen den 18 juni 1926. Hon ligger begraven i familjegraven på Norra begravningsplatsen i Stockholm vid Lindhagens kulle. Gravmonumentet, som hon själv bekostade när hennes man avled på hösten 1904, pryds av en stor ängel skulpterad ur ett solitt marmorblock.

## Entreprenör inom hotell- och restaurangbranschen
Wilhelmina Skogh förstod tidigt att man måste marknadsföra sina produkter och tjänster och hade återkommande annonser ute i dagstidningar för att göra reklam för sina hotell. I en annons för hotellet i Storvik med en bild på hotellet betonar hon Storvik som en knutpunkt för järnvägslinjerna till Dalarna och stora stambanan och ett lämpligt ställe att intaga middag. Exempel på annonstext:
| ”                                    | Storviks hotell, övergångsplats för Resande till Dalarne (Falun, Rättvik, Mora, Orsa) och Norra Stambanan (Stockholm, Bollnäs, Sollefteå, Östersund, TrondHjem), rekommenderas för intagande af måltider. Utmärkt restaurant. Begränsadt antal comfortabla rum. Söderifrån kommande Resande behaga observera, att biljettpriset å jernvägen Stockholm, Falun, Orsa, via Storvik är numera lika med samma via Krylbo och Borlänge. Noggranna underrättelser, medelst tryckta vägvisare och tidtabeller, tillhandahållas gratis. | „ |
| – Undertecknat, Wilhelmina Wahlgren. | |   |

Wilhelmina Skoghs generösa öppettider på järnvägshotellens 3:e klassrestauranger där det serverades öl och vin både vardag som helgdag var inte alltid så populärt hos ordningsmakten då många "överlastade" icke resenärer skapade oordning runt stationerna. 
Wilhelmina Skogh var ofta först med att utnyttja ny teknik i sin hotellverksamhet. För att underlätta kommunikationen mellan sina avlägset belägna hotell ansökte hon hos Kungl. Maj:t att få uppföra privata telefonlinjer mellan hotellen på sträckorna Storvik-Bollnäs respektive Storvik-Gävle innan rikstelefonnätet var utbyggt i trakten. Hon lyckades få tillstånden mot villkoret att hon inte fick ta betalt för telefoneringen, vilket var förbehållet staten. Genom att utnyttja befintliga statsägda telegrafstolpar och dra parallella teleledningar kunde telefonlinjerna upprättas på relativt kort tid. "För mig var anläggningen till ofantlig nytta då jag nu kunde ge mina order per telefon till min betjäning om inköp etc. och de resande kunde personligen få tala med mig på vilket kontor jag än var" skriver hon i sina memoarer. När rikstelefonnätet långt senare byggdes ut i området skänkte hon sina telefonlinjer till staten mot att hon skulle få telefonera gratis mellan sina hotell. Hon såg också till att det infördes ångvärme (dåtidens centralvärme) och elektricitet på hotellen med ångmaskinsdrivna el-generatorer och lärde sig själv en hel del av det tekniska genom att bland annat studera ångmaskinslära för att inte stå handfallen om det uppstod ett fel och serviceingenjören inte fanns tillgänglig.
För att kunna dra ner på det dyra köttet och erbjuda en nyttigare kost i sina restauranger införde hon mer grönsaker som en naturlig del av måltiderna. Grönsakerna tog hon till stor del från egna anlagda grönsaksodlingar i växthus. Hon såg också till att det alltid stod färska blommor på borden. Detta var nyheter för svenska restauranger. Idéerna hade hon fått under sina många utlandsresor till främst Frankrike, Tyskland och Italien.
Wilhelmina Skogh var också en av de första som såg möjligheterna, genom järnvägens utbyggnad, att locka hit utländska penningstarka turister för att öka beläggningen på hotellen. Hon reste bland annat till Thomas Cooks resebyrå i London och startade ett samarbete för att ordna paketresor med högklassig logi inkluderat jakt och fiske genom att arrendera rättigheter av traktens markägare. Hon fick på så sätt välbärgade engelsmän och andra att upptäcka Sverige som ett turistland, i synnerhet landskapen Gästrikland, Hälsingland och Dalarna där det på den tiden fanns enorma orörda vildmarker, idealiska för jakt på storvilt och fiske. Därmed blev hon också en av de stora pionjärerna på turismens område i Sverige vilket i hög grad ökade traktens inkomster och med tiden också skapade nya utländska affärskontakter inom många områden för svenska företagare.
Wilhelmina Skogh drev Grand Hôtel med fast hand och övervakade noggrant hur personalen skötte sig och att gästerna blev bemötta på ett föredömligt sätt. En anteckningsbok fanns tillhands där personalen skulle föra in alla små som stora önskemål och klagomål från gästerna, där Skogh också gjorda egna anteckningar. Ett exempel på detta är en anteckning av någon i personalen från den 8 februari 1902; "Bankir Burman klagar över en butelj whisky som inte kommit till rätta". Wilhelminas kommentar till detta: "Bankir Burman skall ha sin whisky åter och kyparen skall förhöras och om han inte kan klargöra saken på ett tillfredsställande sätt avskedas han vid första nästa fel."
Hon summerade sina erfarenheter i en tidningsintervju:
| ”                                     | Man ska ha en stark tro på det man gör och vill göra så att intet talande eller funderande från andra får rubba ens avsikter. Det främmande inflytandet gör bara oreda och försvagar. Även om det ser aldrig så omöjligt ut så går det om man har en fast tro på det. Jag har nog fordrat mycket av mina tjänare och många har inte fyllt måttet. Men alla som ville arbeta har följt mig och de har kunnat gå i elden för mig. Med så många som jag haft, kan jag verkligen säga, att talet om det försämrade tjänstefolket är överdrivet. Men det gäller alltid att dålig herre har dålig dräng. De blir inte rätt behandlade och till det oriktiga bemötandet räknar jag att det krusas för mycket. De ska ha sitt reellt och riktigt, men också prestera arbete reellt och riktigt. | „ |
| – W. Skogh i en tidningsintervju 1911 | |   |

## Utmärkelser
Wilhelmina Skogh tilldelades Vasamedaljen den 6 oktober 1896 och H.M. Konungens medalj (tidigare benämnd "hovmedaljen") i 8:e storleken i guld i högblått band, den 5 april 1909.

## Bildgalleri

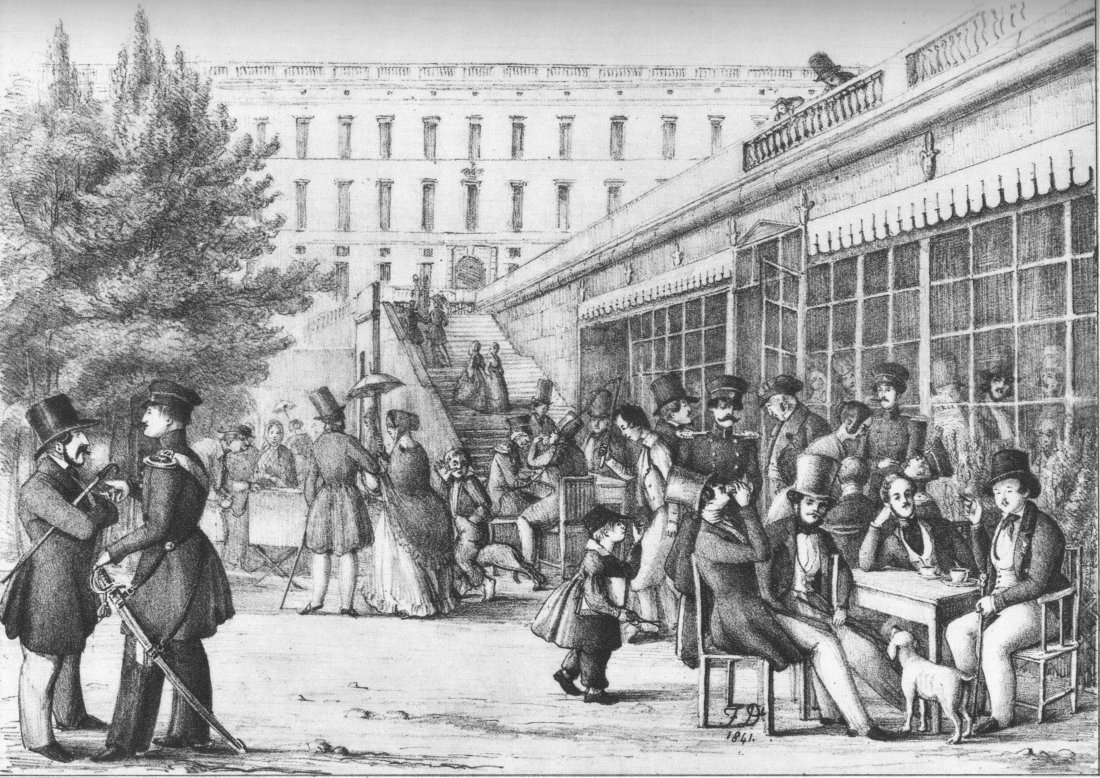
Wilhelmina Skoghs första arbetsplats, restaurang Strömparterren. En tidig teckning av folklivet vid restaurangen från 1841.
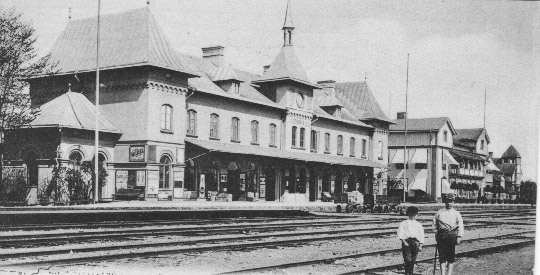
Storviks Järnvägsstation & Hotell omkring år 1880. Hotellet i bakgrunden till höger om stationshuset byggdes av Wilhelmina 1878.
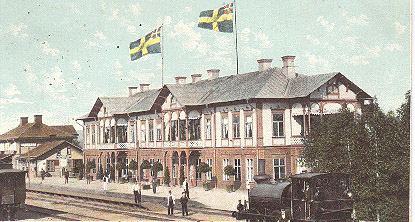
Bollnäs Järnvägshotell som Wilhelmina förvärvade 1884. Bild från ett vykort omkring 1885–1890.
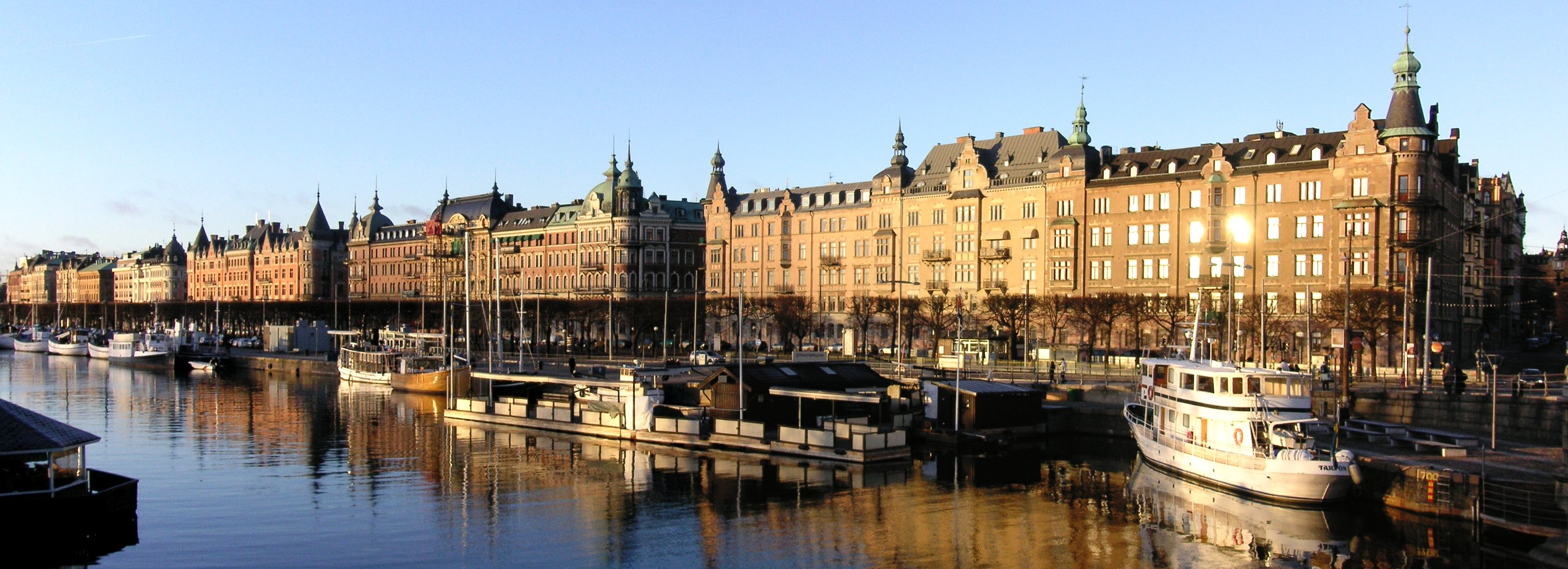
De fastigheter på Strandvägen i Stockholm som användes som hotell under Stockholmsutställningen 1897.
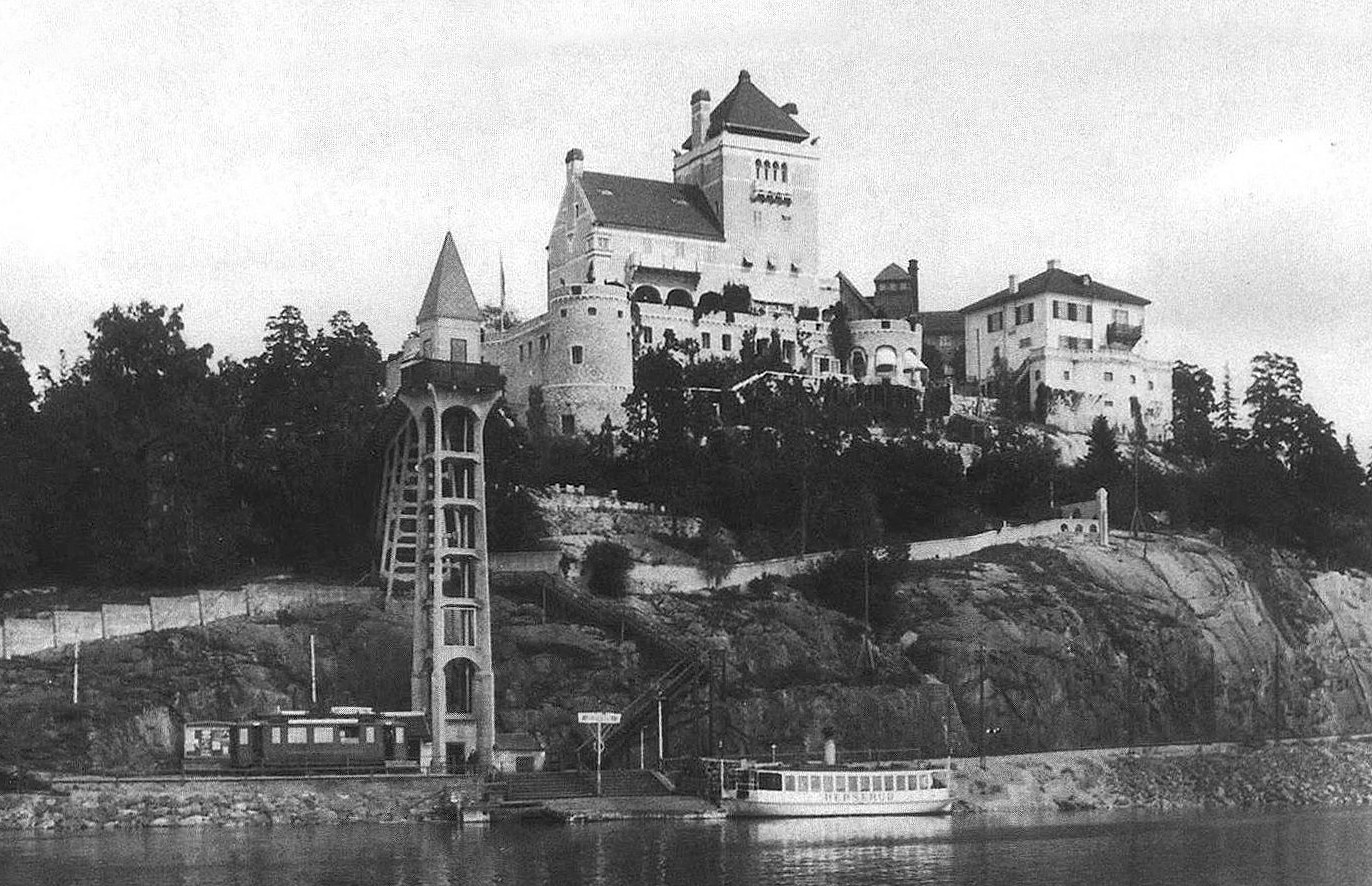
Villa Foresta med el-driven hiss upp på Herserudsklippan. Foto: 1915
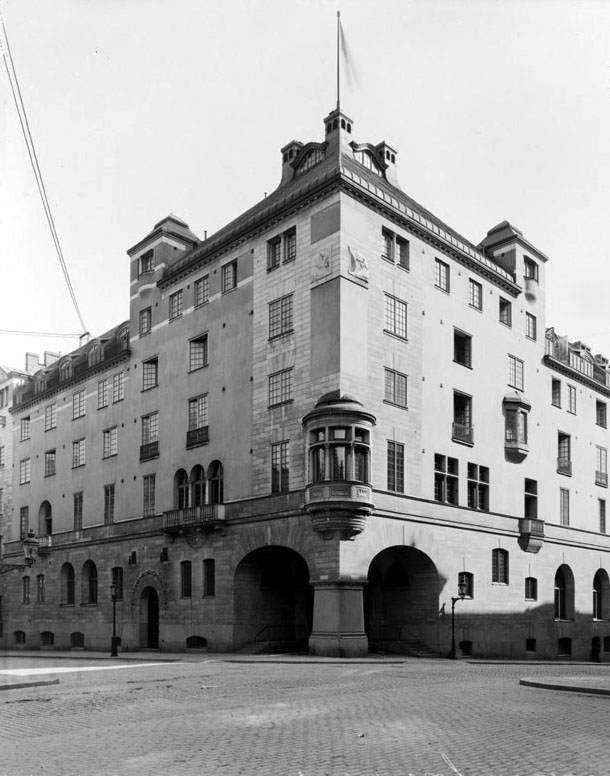
Entrén till Grand Hôtel Royal. Foto: Januari 1909.
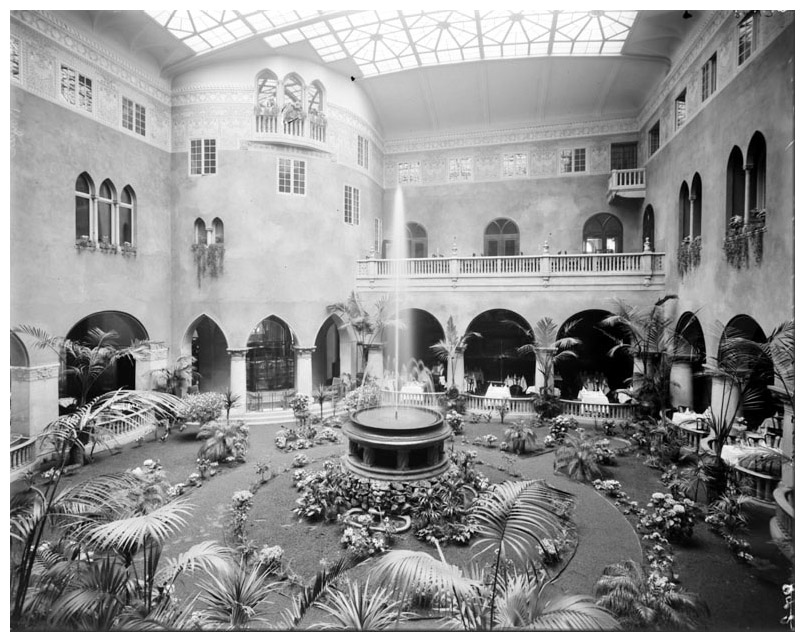
Vinterträdgården i Grand Hôtel Royal. Foto: Januari 1909.